# Musík (rybník)
Musík je největším rybníkem oblasti Sedlčanska ve Středočeském kraji. Nachází se na území Dublovic v okrese Příbram, asi 4 km na severozápad od Sedlčan, mezi obcemi Dublovice a Nalžovice. Vodní plocha má rozlohu 49,9 ha, délku 1250 m a šířku asi 1000 m. Leží v nadmořské výšce 343 m.

## Historie
Rybník byl pravděpodobně založen již v 16. století. Jeho stavba bývá přisuzována Jakubovi Krčínovi. V nedalekých Křepenicích vystavěl tento rybníkář tvrz nazvanou Nový hrádek Krčínov.

## Vodní režim
Rybník je napájený potokem Musíkem, který rybník také opouští.